# Manfredo Bertini
Manfredo Bertini (Montecarlo di Lucca, 6 novembre 1914 – Piacentino, 24 novembre 1944) è stato un partigiano italiano, decorato di medaglia d'oro al valor militare alla memoria nel corso della seconda guerra mondiale.

## Biografia
Iscritto all'Università di Pisa e, precedentemente al liceo classico Giosuè Carducci a Viareggio, si era già imposto nell'ambiente cinematografico come tecnico della fotografia e del montaggio. Dopo l'8 settembre 1943 fu tra i primi organizzatori, con il nome di battaglia di "Maber", della resistenza partigiana in Toscana. Comandante di un gruppo combattente della Divisione "Giustizia e Libertà" operante nella zona Viareggio-Alpi Apuane, il 5 marzo 1944, arrestato dai fascisti, riuscì ad evadere scappando dalla finestra del bagno. Nella primavera del 1944, Bertini raggiunse l'Italia liberata e - così come aveva già fatto la cognata Vera Vassalle - entrò nel Servizio informazioni degli Alleati.
Dopo un rapido addestramento fu paracadutato in provincia di Piacenza. "Maber" riuscì in breve tempo a trasmettere al Comando alleato oltre duecento preziosi messaggi sui movimenti delle truppe tedesche, collaborando anche all'attuazione di numerosi aviolanci. Incappato, con i partigiani della Divisione "Piacenza", in un massiccio rastrellamento, febbricitante e indebolito dai postumi di una ferita subita al braccio, sapendo che i suoi compagni non l'avrebbero lasciato solo, decise di distruggere la ricetrasmittente e (dopo aver scritto un nobile biglietto ai suoi famigliari), di farsi saltare con una bomba a mano.